# Drahanský potok
Drahanský potok (Drahaňský potok) je přítok Vltavy na 39,0 km zprava. Pramení v Dolních Chabrech a teče Drahanským údolím přes katastry Čimice, Bohnice a Zdiby. Délka jeho toku je 3,3 km.

## Průběh toku
Potok pramení v centru Dolních Chaber při Horním rybníku. Teče severozápadním směrem, kde se k němu zprava připojuje krátká vodoteč od skládky, a dál pokračuje kolem Prostředního rybníka, za kterým do něj ústí zprava druhá vodoteč, pramenící v severní části Dolních Chaber. Dál pokračuje západním směrem kolem Čistírny odpadních vod a vodní nádrže. Za ní teče Drahanským údolím, kde tvoří severní hranici Prahy až k soutoku s Vltavou.
Na potoce proběhly v roce 1999 velké stavební úpravy. V obci Dolní Chabry byly zjištěny amonné ionty a je vážné podezření, že se do toku dostávají znečištěné skládkové vody. Průtok při měření v roce 1999 byl 7,7 l/s.

## Přítoky
- na 3 km zprava od skládky bezejmenný přítok DRP3P, délka 0,4 km
- na 2 km zprava Luční potok, délka 0,5 km
- na 1 km zleva před čistírnou odpadních vod bezejmenný přítok DRP1L, délka 0,5 km

## Stavby
- Drahanský mlýn